# Монро, Анита
Анита Монро (англ. Anita Monro) — австралийская учёная, теолог и служительница Объединяющей церкви Австралии. Она бывший директор колледжа Грейс, расположенного на территории кампуса Сент-Люсии. Она также является почётным старшим научным сотрудником Школы исторических и философских исследований факультета гуманитарных и социальных наук Университета Квинсленда. 

## Ранние годы и образование
Монро получила степень бакалавра гуманитарных наук в Университете Квинсленда, степень бакалавра литературы (с отличием) в Университете Дикина, степень бакалавра теологии в Брисбенском колледже теологии и доктора философии в Университете Гриффита в 1999 году. Её докторская диссертация, основанная на трудах французского философа Юлии Кристевой, называлась «Подчинение неоднозначности: к постструктуралистской феминистской теологической методологии». Её научным руководителем была австралийский теолог Элейн Уэйнрайт.

## Карьера
Монро преподавала дисциплины «Библейские исследования» (герменевтика), «Систематическое богословие», «Практическое богословие» (литургия) и «Философия» в Брисбенском колледже теологии, Сиднейском колледже богословия и Объединённом теологическом колледже (Сидней) (2003–2009), который был связан с Университетом Чарльза Стерта (Школа теологии).
Монро публиковала работы в области христианского богословия, публичного богослужения и феминистского богословия, уделяя особое внимание австралийскому контексту.
Монро является служителем Слова в Объединяющей церкви Австралии и была рукоположена 10 декабря 1988 года. Она служила в общинах Квинсленда и Нового Южного Уэльса. Она также работала в национальных рабочих группах по вопросам богослужения и доктрины, а также Евангелия и гендера. Она внесла вклад в книгу богослужений Объединяющей церкви «Единение в богослужении 2» (Uniting in Worship 2), опубликованную в 2005 году. В 2012 году она была кандидатом на пост президента Объединяющей церкви Австралии.
Монро является членом редколлегии журнала «Seachanges», состоящей из четырёх человек, с момента его основания.
Помимо того, что Монро была почётным старшим научным сотрудником Университета Квинсленда, она была директором колледжа Грейс, колледжа с проживанием, который имеет связи с Объединяющей церковью, Пресвитерианской церковью и Университетом Квинсленда.

## Избранные труды

### Книги
- Stephen Burns and Anita Monro eds. (2015). Public theology and the challenge of feminism. Gender, theology, and spirituality, Abingdon, Oxon, United Kingdom: Routledge. doi:10.4324/9781315744223
- Stephen Burns and Anita Monro eds. (2009). Christian worship in Australia: inculturating the liturgical tradition. Strathfield, NSW, Australia: St Pauls Publications. ISBN 9781921472107
- Monro, Anita (2006). Resurrecting erotic transgression: subjecting ambiguity in theology. London & Oakville: Equinox Publishing. ISBN 9781845531034

### Книжные разделы
- Monro, Anita J. (2021). A Kaleidoscopic Vessel Sailing on a Kyriarchal Ocean: The Third Wave Feminist Theologies of Women-Church (1987–2007). In: Theological and Hermeneutical Explorations from Australia: Horizons of Contextuality. (pp. 25–42) edited by Jione Havea. Lanham, Maryland, United States: The Rowman & Littlefield Publishing. ISBN 9781978703063
- Monro, Anita (2020). Grace-fully engaging young adults. In: Open and relational leadership: leading with love. (pp. 225–229) edited by Roland Hearn, Sheri D. Kling and Thomas Jay Oord. Grasmere, ID, United States: SacraSage Press. ISBN 9781948609227
- Ayre, Clive W., Bookless, Dave, Geyer, Colleen, Monro, Anita and Reichardt, David (2016). Ecology and service (Diakonia): Putting words into action. In: The Church in God's Household: Protestant Perspectives on Ecclesiology and Ecology. (pp. 54–74) edited by Clive W. Ayre and Ernst M. Conradie. Pietermaritzburg, South Africa: Cluster Publications. ISBN 9781920620141
- Burns, Stephen and Monro, Anita (2015). Which public?: inspecting the house of public theology. In: Public theology and the challenge of feminism. (pp. 1–14) edited by Stephen Burns and Anita Monro. Abingdon, Oxon, United Kingdom: Routledge. doi:10.4324/9781315744223-1 ISBN 9781844658008
- Monro, Anita (2014). A thin piercing lament: the call of God to Elijah in/to/for community. In: Witness the Glory of God in the face of Jesus Christ: papers in honour of Dean Drayton. (pp. 162–172) edited by Christopher C. Walker. Unley, SA, Australia: MediaCom Education. ISBN 9781921945304
- Monro, Anita (2014). Of frogs, eels, women, and pelicans: the myth of Tiddalik and the importance of ambiguity in baptismal identity for the contemporary Christian church. In: Worship and Culture: Foreign Country or Homeland?. (pp. 320–334) edited by Gláucia Vasconcelos Wilkey. Grand Rapids, MI, United States: Wm. B. Eerdmans Publishing. ISBN 9780802871589
- Monro, Anita (2010). 'And ain’t I a woman': the phronetic dramaturgy of feeding the family. In: Presiding Like A Woman. (pp. 123–132) edited by Nicola Slee and Stephen Burns. London UK: SPCK Publishing. ISBN 9780281061860
- Monro, Anita (2010). Pursuing feminist research: perspectives and methodologies. In: Researching practice: a discourse on qualitative methodologies. (pp. 289–298) edited by Joy Higgs, Nita Cherry, Rob Macklin and Rola Ajjawi. Rotterdam, The Netherlands: Sense Publishers. ISBN 9789460911811
- Monro, Anita (2001) When the "Good" is Not Enough: The Jouissance of Watching/Reading from/for the Subjection of Ambiguity, In: Biezeveld, Kune, and Anne-Claire Mulder. In: Towards a Different Transcendence : Feminist Findings on Subjectivity, Religion, and Values. Religions and Discourse, V. 9. Oxford: P. Lang, 2001. ISBN 9783906765662

### Журнальные статьи
- Monro, Anita (2017). :It's such a shame you're not in a Congregation!": Reclaiming the Ordered Ministry of the Word in the Uniting Church. Uniting Church Studies, 21 (1), 31-38. espace.library.uq.edu.au/view/UQ:722866
- Monro, Anita (2014). Experiencing good worship?. Liturgy, 29 (2), 9-13. doi:10.1080/0458063X.2014.867135
- Monro, Anita and Somasundram, Drene (2013). "Thirdspace’ engenders theological education." The International Journal of Religion and Spirituality in Society, 2 (3), 55-68. doi:10.18848/2154-8633/cgp/v02i03/51007
- Monro, Anita (2010). "A View from the Antipodes. Juxtaposing dingo and baby: a consideration of the cycle of light in the Australian summer." Studia Liturgica, 40 (1–2), 94–101. doi:10.1177/0039320710040001-206
- Monro, A (2001). "Deconstruction, feminist theology, and the problem of difference: Subverting the race/gender divide". Australian Feminist Studies, 16 (35), 254–255. espace.library.uq.edu.au/view/UQ:d1f8f95